# Tim Alexander Herberger
Tim Alexander Herberger (* 1981) ist ein deutscher Ökonom.

## Leben
Er studierte Betriebswirtschaftslehre an der Friedrich-Alexander-Universität Erlangen-Nürnberg und an der Universität St. Gallen. Seit 2007 war er wissenschaftlicher Mitarbeiter, Doktorand und Post-Doktorand am Lehrstuhl für Betriebswirtschaftslehre, insbesondere Finanzwirtschaft an der Otto-Friedrich-Universität Bamberg. Seit 2018 leitet er den Lehrstuhl für Betriebswirtschaftslehre, insbesondere Entrepreneurship, Finanzwirtschaft und Digitalisierung an der Andrássy Universität Budapest und ist Studiengangsleiter des dortigen betriebswirtschaftlichen Masterstudiengangs Management and Leadership sowie Mitglied der Doktorschule der Andrássy Universität Budapest.
Seine Forschungsinteressen sind die Bewertung von Humankapital & immateriellen Vermögensgegenständen (z. B. Kryptowährungen und Token), Corporate Governance & Performance (z. B. Struktur von Stakeholdergruppen), empirische Kapitalmarktforschung & Behavioral Finance (z. B. im Kontext der Unternehmensfinanzierung sowie Handels- und Portfoliostrategien) und Finanzintermediation & Finanzmarktkommunikation (insb. vor dem Hintergrund der Digitalisierung).

## Schriften (Auswahl)
- Finanzierungsstrategien für die eigene Aus- und Weiterbildung. Eine ökonomische Analyse für ein Hochschulstudium in Deutschland. Berlin 2013, ISBN 3-428-14056-7.
- (Hg.): Sportökonomie im Kontext von Governance & Gesellschaft. Hamburg 2018, ISBN 3-339-10262-7.
- (Hg.): Die Digitalisierung und die Digitale Transformation der Finanzwirtschaft. Baden-Baden 2020, ISBN 3-8288-4345-X.
- (Hg.): Die Digitalisierung und Digitale Transformation im Kontext der Bewertung von Geschäftsmodellen. Eine perspektivenorientierte Analyse. Hamburg 2020, ISBN 3-339-11380-7.